# Жмудська мова

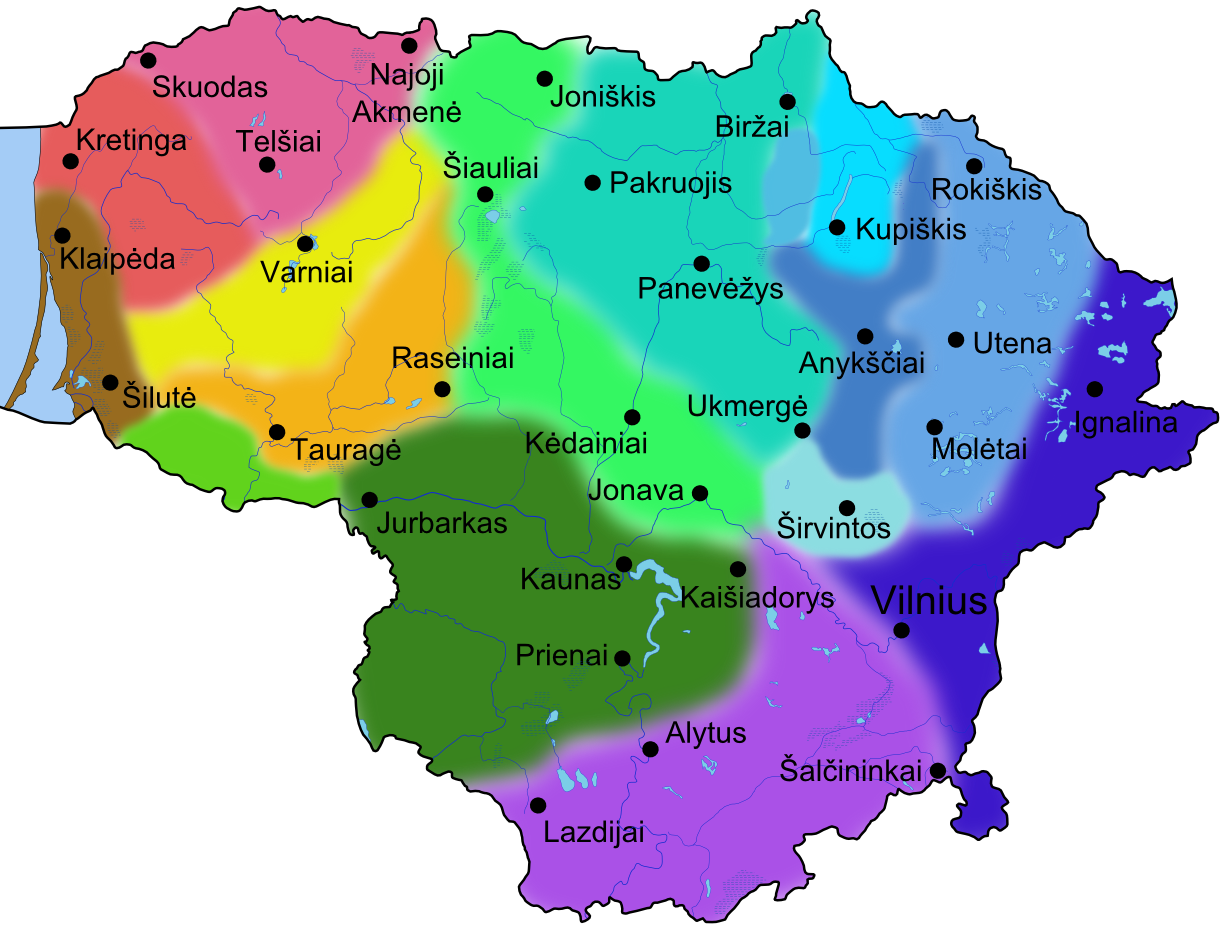
Червоним, жовтим та коричневим зображені жмудські діалекти

Жму́дська мо́ва (жумуд. žemaitiu kalba або іноді žemaitiu rokunda або žemaitiu ruoda; лит. žemaičių tarmė) — східнобалтійська мова індоєвропейської мовної сім'ї, є однією зі балтійських мов, що входять до більшої балто-слов'янської гілки. Є мовою жмудинів, що головно поширена на їхній батьківщині — у Жмуді (край у Литві). Іноді жмудську трактують як діалект литовської мови, проте деякі лінгвісти за межами Литви вважають її окремою мовою.

## Історія
Мова давньої жмуді (жмудська, старожемайтійська) була одна з близькоспоріднених говірок ранньо-східнобалтійського кластеру. Вона була спочатку ближча до земгальської й до початку XIII століття розвивалася досить самостійно. Після поділу сфер впливу в Балтиці між тевтонськими лицарями та Великим князівством Литовським вона потрапляє до сфери впливу аукштайтської (власне литовської) мови. До кінця XV століття Жмудь витиснула чи асимілювала південних куршів (їхня мова була, мабуть, західнобалтійська), а до кінця XIV — початку XV ст. — південних земгалів. Долучившись до Великого князівства литовського, жмудська пережила значний вплив ранньоаукштайтської мови східних литовців.
Згідно з іншою думкою теперішня жмудська мова розвинулася з мови аукштайтів, що заселили колишні куршські землі, під сильним впливом куршійської мови. При такому трактуванні залишається неявно, що сталось із мовою стародавньої жмуді.
Хоча в XIX ст. Жемайтія стала центром литовського культурного відродження, власне жемайтською мовою майже нічого не видавалося. Були видані кілька літературних творів (поема «Біруте» С. Вальюнаса Silvestras Valiūnas — 1829; «Шість казок» С. Станявічюса Simonas Stanevičius — 1829; «Звичаї древньої Верхньої Литви та Жемайтії» С. Даукантаса — 1854 та ін.) У 1-й пол. XIX ст. була розроблена своя писемність на латинській основі.

## Теперішнє становище
Нині жмудською мовою ведеться радіомовлення, з 1993 виходить журнал «Žemaičių žemė» («Жмудська земля»), що видається Жемайтійською культурною асоціацією (заснована 1988).
З 1997 жмудська — «визнана» мова Жемайтії, є рух за її офіційний статус, однак велика частина жемайтів говорить літературною литовською мовою.